# Spreken in het openbaar
Spreken in het openbaar is de praktijk van het houden van toespraken voor een live publiek over uiteenlopende onderwerpen. Door de geschiedenis heen heeft spreken in het openbaar een grote culturele, religieuze en politieke betekenis gehad. Hierbij wordt de noodzaak van effectieve retorische vaardigheden benadrukt om een mening over te brengen.
De Chinese filosoof Confucius, een pionier in de studie van spreken in het openbaar, pleitte voor toespraken die een diepgaande invloed konden hebben op mensen, ook op mensen die niet in het publiek aanwezig waren. Hij geloofde dat woorden de kracht hebben daden te inspireren die de wereld kunnen veranderen. 
In de westerse traditie werd spreken in het openbaar uitgebreid bestudeerd in het oude Griekenland en Rome, waar het een fundamenteel onderdeel van de retoriek vormde en door vooraanstaande denkers werd geanalyseerd.
De Griekse filosoof Aristoteles onderscheidde drie soorten toespraken: deliberatieve (politieke), forensische (rechterlijke) en epideictische (ceremonieel of demonstratief). Op analoge wijze categoriseerde de Romeinse filosoof en redenaar Cicero het spreken in het openbaar in drie doeleinden: juridisch (rechtszaal), deliberatief (politiek) en demonstratief (ceremonieel).
Tegenwoordig is spreken in het openbaar nog steeds een zeer gewaardeerde vaardigheid in verschillende sectoren, waaronder bij de overheid, de industrie en de advocatuur. Het gebruik ervan is ook geëvolueerd met de komst van digitale technologieën, zoalsvideoconferenties, multimediapresentaties en andere innovatieve vormen van communicatie.

## Doeleinden
Het voornaamste doel van spreken in het openbaar is het publiek te informeren of diens gedachten te veranderen. De functie van het spreken in het openbaar wordt bepaald door de intentie van de spreker, maar het is mogelijk dat dezelfde spreker, met dezelfde intentie, wezenlijk verschillende toespraken houdt voor verschillende doelgroepen.
Spreken in het openbaar is vaak gericht op een specifiek en soms beperkt publiek, bestaande uit personen die verschillende denkbeelden kunnen hebben. Dit publiek kan bestaan uit enthousiaste voorstanders van de spreker, terughoudende deelnemers met tegenovergestelde meningen, of vreemden met een wisselende interesse in het onderwerp. Vaardige sprekers erkennen dat zelfs een publiek van bescheiden omvang geen uniforme entiteit is, maar eerder een diverse verzameling individuen.
Spreken in het openbaar heeft als doel een angstig publiek gerust te stellen of een onverschillig publiek te wijzen op iets belangrijks. Zodra de spreker heeft bepaald welke van deze benaderingen nodig is, zal hij een combinatie van vertelwijzen en informatieve benaderingen gebruiken om zijn doelen te bereiken.

### Overtuiging
Overtuigen is een term die is afgeleid van het Latijnse woord "persuadere". Overtuigend spreken heeft tot doel de overtuigingen van het publiek te veranderen en wordt vaak gebruikt in politieke debatten. Leiders gebruiken zulke openbare fora in een poging hun publiek te overtuigen.
Bij overtuigend spreken zijn vier essentiële elementen betrokken: de spreker of overtuiger, het publiek, de spreektrant en de boodschap die de spreker probeert over te brengen. Wanneer een spreker probeert zijn publiek te overtuigen zijn mening te veranderen, doet hij een beroep op hun emoties en overtuigingen.
Er bestaan verschillende technieken waarmee sprekers de sympathie van het publiek kunnen winnen. Sprekers kunnen actie eisen van het publiek, inclusieve taal gebruiken zoals 'wij' en 'ons' om een eenheid te creëren tussen de spreker en het publiek, en woorden kiezen met sterke connotaties om de impact van een boodschap te versterken. Retorische vragen, anekdotes, veralgemeningen, overdrijvingen, metaforen en ironie kunnen worden gebruikt om de kans te vergroten dat het publiek wordt overtuigd.
Hoewel dit historisch gezien ongebruikelijk is, kunnen sprekers tegenwoordig gebruikmaken van statistieken, gegevens en andere informatiebronnen, zoals internet, om hun argument, standpunt of voorstel te versterken. Dit heeft zich pas in de moderne tijd ontwikkeld, terwijl het in de jaren daarvoor over het algemeen niet in de huidige mate beschikbaar was, met uitzondering van media als kranten en televisie. De beweringen van sprekers zijn echter vaak onderhevig geweest aan onjuiste informatie die door deze bronnen is verstrekt. Dit is nog eens versterkt door de recente ontwikkeling van de massamedia in de meeste landen.

### Educatie
Spreken in het openbaar kan vaak een educatieve vorm aannemen, waarbij de spreker kennis overdraagt aan een publiek. TED Talks zijn een voorbeeld van educatieve openbare toespraken. De sprekers informeren hun publiek over verschillende onderwerpen, zoals wetenschap, technologie, religie, economie, de menselijke samenleving en psychologie. TED-sprekers kunnen het platform gebruiken om persoonlijke ervaringen met traumatische gebeurtenissen te delen, zoals mishandeling, pesten, verdriet, aanranding, zelfmoordplannen, bijna-doodervaringen en psychische aandoeningen. Zij kunnen proberen het bewustzijn en de acceptatie van stigmatiserende kwesties, zoals handicaps, raciale verschillen, LGBTQ-rechten, kinderrechten en vrouwenrechten, te vergroten.
Het is nuttig gebleken studenten in een academische setting vertrouwd te maken met spreken in het openbaar, waaronder een hoger niveau van zelfvertrouwen en het verbeteren van het welzijn van de gemeenschap door toegang tot een verscheidenheid aan informatie. De Harvard-universiteit biedt een scala aan cursussen in het spreken in het openbaar, waaronder overtuigende communicatie en persoonlijke verhalen. Door de aanhoudende populariteit van academische conferenties en TED-lezingen die over de hele wereld plaatsvinden, is spreken in het openbaar een essentieel vak geworden in de academische wereld voor wetenschappelijke en professionele vooruitgang. Bovendien vereisen werkvergaderingen en presentaties vaardigheid in het spreken in het openbaar om actief ideeën en oplossingen te formuleren, en moderne technologie helpt bedrijven om informatie aan een breder publiek te verstrekken.

## Glossofobie
De angst om in het openbaar te spreken wordt glossofobie of spreekangst genoemd. Deze angst wordt vaak genoemd als een van de meest voorkomende fobieën. De reden is onzeker, maar er wordt gespeculeerd dat deze angst primair is, vergelijkbaar met de angst van dieren om door roofdieren gezien te worden.
De angst die men ervaart voor het spreken in het openbaar kan verschillende oorzaken hebben, zoals een sociale angststoornis of een eerdere ervaring met publieke vernedering.
Dit kan te maken hebben met podiumvrees.